# Saara loricata
Saara loricata is een hagedis uit de familie agamen (Agamidae). De soort komt voor in Irak en Iran.